# 沃波爾 (新罕布什爾州普查規定居民點)
沃波爾（英語：Walpole）是位於美國新罕布什爾州切希爾縣的普查規定居民點。

## 人口
根據2020年美國人口普查的數據，沃波爾的面積為3.18平方千米，當中陸地面積為3.15平方千米，而水域面積為0.03平方千米。當地共有人口573人，而人口密度為每平方千米180.19人。